# Poesie Zero
Poesie Zero est un groupe de punk rock francophone créé en 2010 à Paris. Le groupe a sorti huit albums studio, dont la plupart se nomment L'album Bleu. Le groupe se définit lui-même comme « La nullité mieux que tous. »
Influencé par toute la scène punk rock francophone, le groupe n'hésite pas à incorporer des sonorités hip-hop et électro dans certaines de ses chansons. Les textes sont volontairement naïfs.

## Biographie
Formé en 2010 à Paris, Poesie Zero est dans un premier temps composé de quatre membres : Baptiste à la guitare, Elric à la batterie, Fabien à la basse et François-Xavier Josset au chant. Le premier concert est effectué en première partie de Sonic Boom Six au Klub à Paris en juin 2010. En 2015, le groupe fait parler de lui avec la chanson Nadine,, à propos de Nadine Morano. Le line-up du groupe évolue au fil des années, pour devenir un trio fluctuant autour de François-Xavier au chant, Jérôme aux chœurs et boite à rythme et Thomas à la guitare. Le groupe est connu pour son autodérision, avec des textes au second degré.
En 2023, alors que le groupe joue au Hellfest, il se positionne contre les agressions sexistes et la ligne du festival : « personne ne veut jouer aux côtés de Johnny Depp ! Mais la réponse du Hellfest, c’est “rien à battre” ! »

## Membres

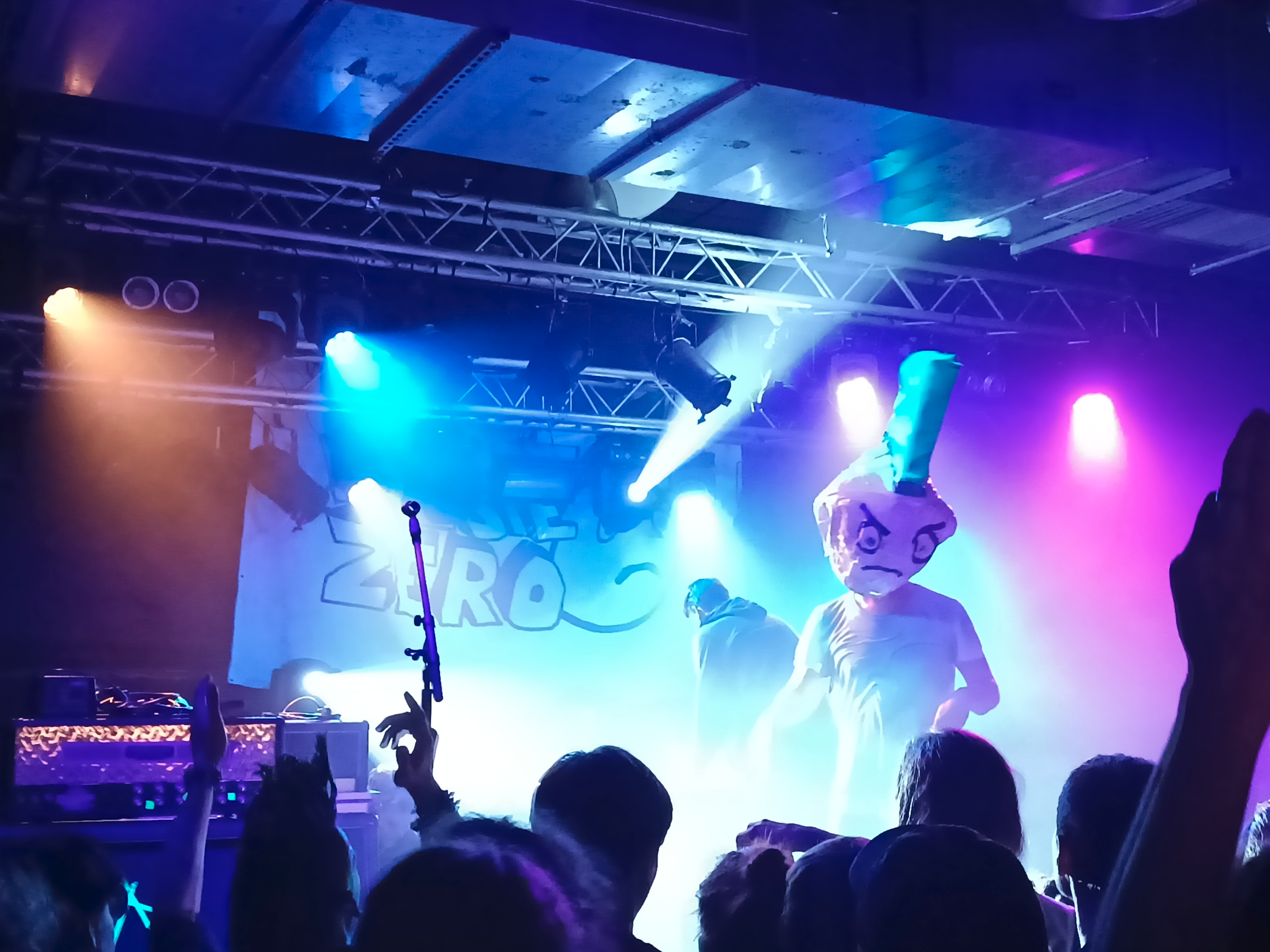
Le groupe sur scène en février 2024, avec sa mascotte en guise de costume

### Membres actuels
- François-Xavier - chant
- Jérôme - chant et boite à rythmes
- Thomas - guitare et chœur

### Anciens membres
- Baptiste - guitare (2010-2017)
- Elric - batterie (2010-2013)
- Fabien - basse (2010-2012)
- Priscillien - basse (2012-2013)

### Ont participé au projet
- Heavy Heart - Backing Band sur plusieurs concerts en 2017
- Olivier de Justine - guitare sur plusieurs concerts dès 2017
- Fabien de Justine - guitare sur plusieurs concerts dès 2017